# John Luscombe
John Luscombe ou « Harry Luscombe » (Forest Hill (Londres), 1848 - Worth, 1937) est courtier d'assurances très prospère, qui est devenu président du Lloyd's Register et a été fait chevalier pour ses services dans le domaine de la souscription. Joueur de rugby anglais, il est l'un des premiers joueurs internationaux anglais de rugby, ayant participé au tout premier match international de l'histoire opposant l'Angleterre à l'Écosse le 27 mars 1871.
Il a un frère, également international de rugby, Francis Luscombe (en).

## Biographie

### Jeunesse et famille
John Henry Luscombe naît le 25 mai 1848 à Forest Hill, alors dans le Kent (absorbé ensuite par le South London, qui fait partie du Grand Londres), en Angleterre,. La famille vit alors à « The Grove », Church Road, Upper Norwood, Londres. Son père, John Henry Luscombe (1797-1883), est un armateur qui s'était marié sur le tard, à l'âge de cinquante ans, avec Clara Bristow (1823-1910), de vingt-six ans sa cadette. John, connu sous le nom de « Harry » dans sa famille (à cause de son deuxième prénom), a au moins trois frères et sœurs : un frère cadet Francis (en) (1849-1926), un frère cadet Alfred (1851-1942) et une sœur cadette Clara Elizabeth « Kitty » (1854-1900).
Il est d'abord scolarisé à l'école préparatoire de Mme Pritchard, près de son domicile à Upper Norwood, puis, à partir de l'âge de sept ans, à l'école de M. Cousin, sur Anerly Road à Upper Norwood. À l'âge de 13 ans, il déménage avec sa famille à Hastings, dans le Sussex de l'Est (sud de l'Angleterre), et à 16 ans, il se lance dans une carrière sur les océans en rejoignant le Norwood, un navire commandé par son oncle Frank.

### Carrière en rugby

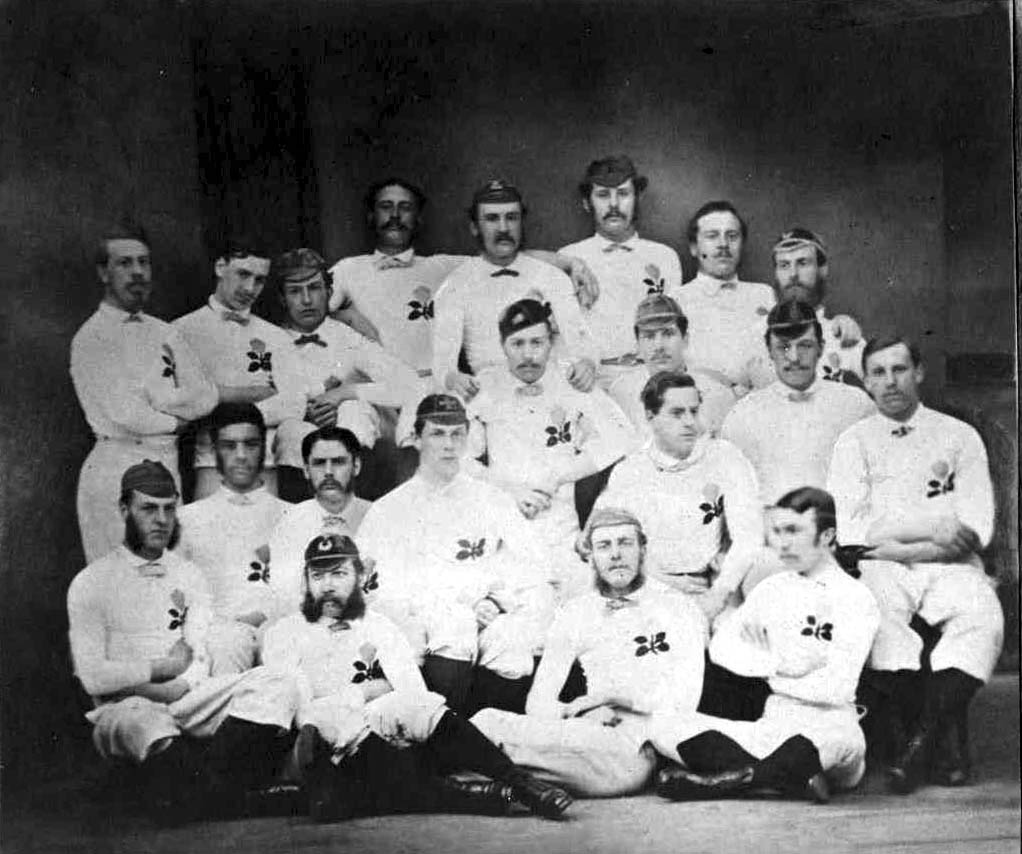
L'équipe d'Angleterre ayant disputé le premier match international de rugby de l'histoire, en 1871.

John Luscombe évolue comme forward au sein du Gipsies Football Club, un club fondé en octobre 1868, par trois anciens Tonbridgiens : James Alfred Body (en), William James Parker et son frère Francis Luscombe (en). Ces trois hommes étaient passionnés de football et voulaient fournir un club de football à Londres auquel les anciens élèves de Tonbridge pourraient s'affilier, un peu comme les Marlborough Nomads servaient le Marlborough College. Basé à Peckham, ce club allait ensuite devenir un membre fondateur de la Rugby Football Union en 1871,. John n'a pas fréquenté Tonbridge, mais y joue en raison de ses liens familiaux.
Ses performances pour les Gipsies lui valent d'être invité à représenter l'Angleterre lors du tout premier match international de rugby de l'histoire contre l'Écosse, ayant lieu le 27 mars 1871 à Raeburn Place, à Édimbourg. L'Écosse l'emporte 1 à 0 en inscrivant 2 essais et 1 transformation contre 1 essai non transformé pour l'Angleterre (seules les transformations rapportaient des points à l'époque),.
Alors que certaines sources affirment que John et Francis Luscombe ont tous les deux joué ce match — devenant à cette occasion la première fratrie internationale —,, c'est une erreur : John a bien joué ce premier match, mais pas Francis, qui a joué le suivant, le 5 février 1872 à The Oval, à Londres (victoire 2 à 1),,,. John Luscombe ne jouera plus de match international, au contraire de son frère, qui en joue 6 jusqu'en 1876.

### Carrière professionnelle
La carrière de rugbyman de John Luscombe est fortement limitée par le temps passé en mer. En tant que fils aîné d'une famille qui possédait des intérêts considérables dans le domaine du transport maritime, de fortes attentes pèsent sur lui pour qu'il poursuive une carrière dans ce domaine.
À l'âge de 22 ans, après avoir servi sur un certain nombre de navires, il est élu membre de la Lloyd's Register de Londres et commence comme souscripteur. Il vit à cette époque à Lewisham et joue régulièrement au rugby dans l'équipe de son frère. Sa profession d'assureur maritime lui faisait passer beaucoup de temps en mer. John Luscombe épouse Fanny Willcocks le 8 juin 1876. Ils ont au moins quatre enfants, John Herbert « Tommy » (né en 1879), Edith Bessie (1880-1915), David Arthur (né en 1886) et William Olliver (né en 1889). En 1883, il s'installe à Bickley (alors dans le Kent), et peu après à Worth, dans le Sussex de l'Ouest, au sud de l'Angleterre.
En 1902, après avoir passé de nombreuses années en mer dans l'exercice des fonctions, Luscombe est nommé président de la Lloyd's, le premier employé ayant gravi les marches pour le devenir. La même année, il est fait chevalier à l'occasion des Coronation Honours de 1902 (en) pour services rendus à la souscription. Il reçoit la distinction des mains du roi Édouard VII au palais de Buckingham le 24 octobre de la même année.
Il est président à cinq reprises au total. En plus de ses engagements professionnels, il est également juge de paix, membre du conseil du comté de Sussex (en) et, en 1916, il rejoint les administrateurs de Prudential. En 1920, il reçoit la médaille d'or de la Lloyd's de Londres.
John Luscombe meurt à Worth le 3 avril 1937.